# هاري هاينز ودينج
هاري هاينز ودينج (بالإنجليزية: Harry Hines Woodring) (و. 1890 – 1967 م) هو سياسي من الولايات المتحدة الأمريكية ولد في إلك سيتي.
وهو عضو في الحزب الديمقراطي الأمريكي .